# Mallinella kunmingensis
Mallinella kunmingensis là một loài nhện trong họ Zodariidae.
Loài này thuộc chi Mallinella. Mallinella kunmingensis được Jia-Fu Wang et al miêu tả năm 2009..